# 花山瑞貴
花山 瑞貴（はなやま みずき、1999年1月27日 - ）は、日本のモデル・女優である。
ホリプロデジタルエンターテインメント所属。アパレル企業「バロックジャパンリミテッド」の元ビジュアルスタッフ。
北海道札幌市出身。

## 経歴
SNSでの発信をきっかけに2020年11月にホリプロに所属し、副業として芸能活動をスタート。

## 人物
- 特技はダンス[1]。
- 趣味はサウナ[4]。

## 出演

### テレビ

#### ドラマ
- 恋に無駄口第3話（2022年5月1日、朝日放送テレビ・テレビ朝日）
- 探偵が早すぎる 春のトリック返し祭り第7話（2022年5月26日、読売テレビ）
- 親友は悪女（2023年1月8日 - 、BSテレビ東京） - 竹下亜美 役[5]

#### バラエティ番組・情報番組
- おせっかいバラエティー〜勝手にキャッチコピー会議〜（2021年10月27日、東海テレビ）[6]
- &sauna（2021年12月 - 、uhb） - 関東支部リポーター　※下記のYoutube配信番組のテレビ版
- あざとくて何が悪いの?『あざと連ドラ第6弾』（2022年10月9日 - 2023年3月5日、テレビ朝日） - 藤本皐月 役
- いっとこ！（2023年8月26日、北海道文化放送）- ゲスト出演
- 本日ととのえサウナ旅 ～京都篇～　（2023年12月31日、北海道文化放送）
- 本日ととのえサウナ旅 〜房総半島篇〜（2024年3月25日、北海道文化放送）
- 本日ととのえサウナ旅 〜北海道ゴルフ場篇〜（2024年7月28日、北海道文化放送）

#### 音楽番組
- ミュージックジェネレーション（2024年1月18日・4月25日、フジテレビ）
- ミュージックジェネレーション 2時間SP（2024年9月12日、フジテレビ）

#### その他
- 「日本人は、北方領土を忘れたのか ～ベラルーシ人映画監督と根室の高校生が見た北方領土～」　ナレーション出演（2024年3月31日、BS12スペシャル）

### 配信番組

#### ドラマ
- 酒癖50 最終話（2021年8月19日、ABEMA）
- 会社は学校じゃねぇんだよ 新世代逆襲編 第6話（2021年11月25日、ABEMA）
- 覆面D（2022年10月15日 - 11月26日、ABEMA） - 井上礼子 役

#### バラエティ番組・情報番組
- &sauna（2021年11月 - 、Youtube・サウナチャンネル） - 関東支部リポーター

#### ラジオ
- Namy & Talk〜暮らしと洋楽〜（2022年6月 - 12月、Spotify） - アシスタントMC[7]
- 藤森慎吾の有楽町サウナクラブ supported by &sauna（2022年9月 - 、Spotify） - アシスタントMC[8]
- Namy & Talk〜暮らしとプレイリスト〜（2023年1月 - 、Spotify） - アシスタントMC

### 広告・CM
- ドローンネットPR大使「DRONE VENUS」メンバー[9]
- 花王「リーゼ」ブランドアンバサダー
- 小林製薬「バイオイル」

- SUIT SQUARE「WHITE」アンバサダー
- サントリー「翠ジンソーダ」北海道アンバサダー
- 伊藤園「Relaxジャスミンティー」ブランドアンバサダー

### イベント
- 「さまぁ〜ずLIVE12」 東京芸術劇場（2020年3月20日〜24日）
- 「関西コレクション2021S/S」　京セラドーム大阪（2021年3月7日）
- 「さまぁ〜ずLIVE13」プレイハウス（2021年6月9日〜14日）
- docomo「メタサウナフェス」（2023年3月21日）- 審査員
- 「Namy & Talkプレイリストライブ」（2023年8月27日）- MC
- 「サウナギフトショー」（2023年9月8日）- トークショー出演

### MV
- THE BEAT GARDEN「ROMANCE」[10]
- 佐藤千亜紀「Cheers！ Cheers！」[11]
- KOMOREBI「LOVE ME KILL ME」[12]

### ランウェイ
- 関西コレクション（2021S/S）[13]

## 書籍

### 新聞連載
- 「♯lovefighters」日刊スポーツ北海道版（2022年3月4日 - ）[1]